# Campagne 2010-2012 de l'équipe du pays de Galles de football
Maillots
Actualités
L'équipe du pays de Galles de football participe, de 2010 à 2012 aux éliminatoires de l'Euro 2012 groupe G.
Les hommes de Gary Speed ont pour principal objectif de se qualifier pour la 14e édition du Championnat d'Europe de football, qui aura lieu en Pologne et en Ukraine du 9 juin au 1er juillet 2012. Pourtant, malgré une très bonne fin de parcours en éliminatoires (3 victoires en 4 matchs), le retard pris en 2010 lors des premiers matchs ne peut être comblé et l'équipe termine 4e de son groupe et ne se qualifie donc pas pour la phase finale.
Mais, par-delà l'échec aux éliminatoires, cette campagne est marquée par la mort du sélectionneur Gary Speed à la fin de l'année 2011.

## Historique de la campagne 2010-2012

### Sélectionneurs
| Nom           | De             | À              |
| ------------- | -------------- | -------------- |
| John Toshack  | -              | septembre 2010 |
| Brian Flynn   | septembre 2010 | décembre 2010  |
| Gary Speed    | décembre 2010  | novembre 2011  |
| Chris Coleman | janvier 2012   | -              |

Durant cette campagne 2010-2012, quatre sélectionneurs se succèdent à la tête de l'équipe. John Toshack démissionne de son poste avec effet immédiat le 9 septembre 2010 et, l'équipe étant engagée dans des rencontres, est remplacé quatre joueurs plus tard par Brian Flynn au titre d'intérimaire pour deux matchs.
Deux défaites plus tard, alors que Flynn souhaite être confirmer au poste à titre permanent, la fédération préfère confier les rênes de l'équipe à Gary Speed le 14 décembre. Sous sa direction, l'équipe obtient de très bons résultats mais la mort soudaine et tragique de Speed le 27 novembre 2011 interrompt l'élan.
Ce n'est qu'un mois et demi plus tard qu'est annoncé le nom de son successeur, Chris Coleman, qui a démissionné dix jours plus tôt de son poste d'entraîneur à l'AEL Larissa.

### Résumé de la campagne

#### 2010: les rêves de qualification s'envolent vite

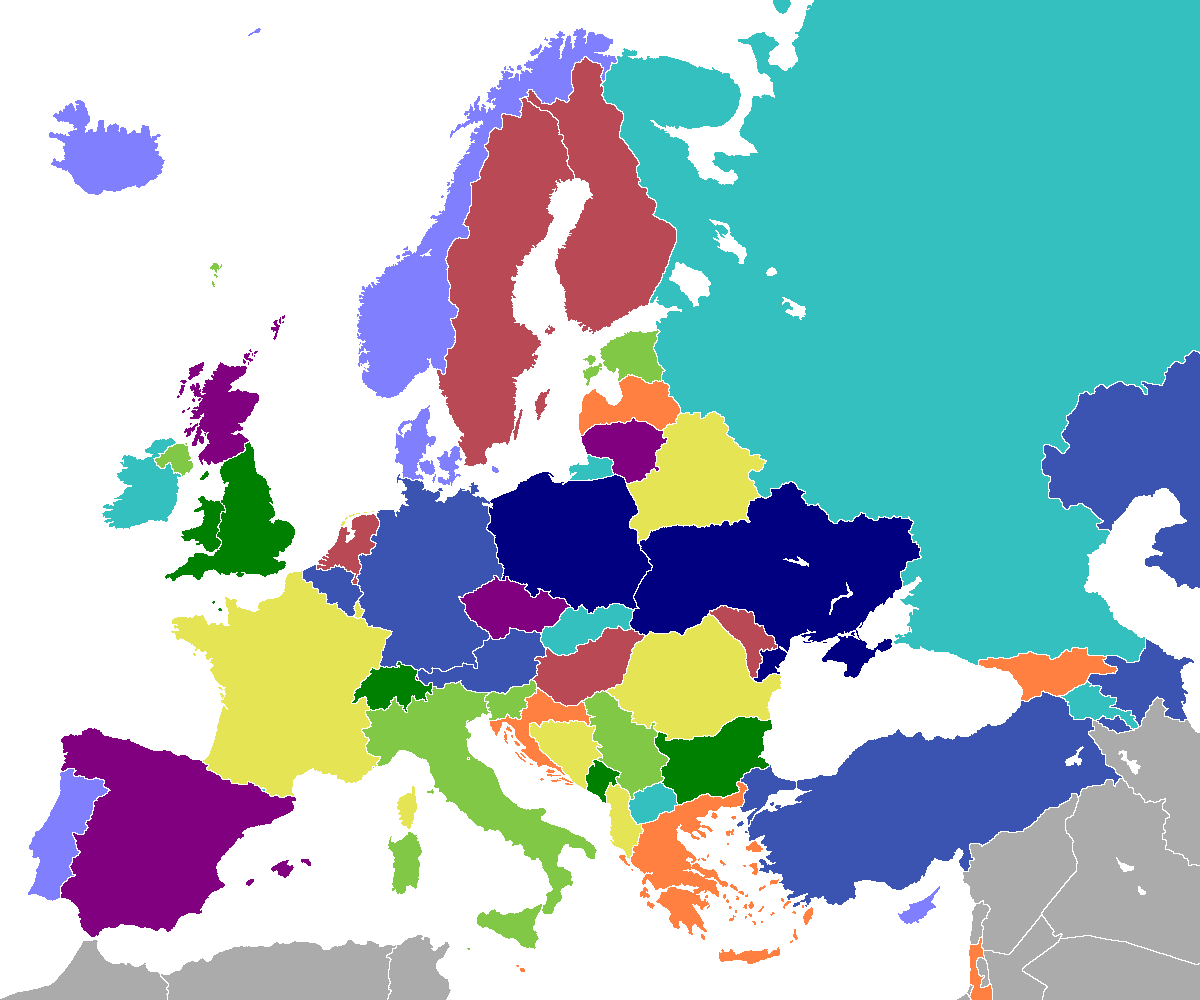
.

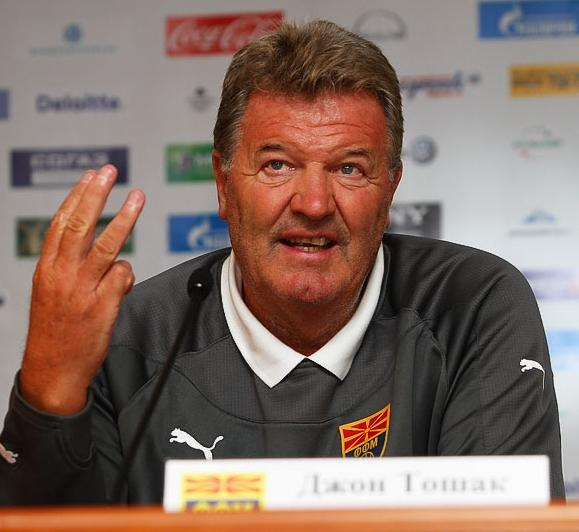
John Toshack démissionne de son poste de sélectionneur le 9 septembre 2010.

Entre l'intersaison de 2010 et la fin de cette même année, la sélection galloise joue trois matchs dont un amical, le 11 août 2010 à Llanelli, face au Luxembourg. Bien que l'équipe s'impose 5-1, le sélectionneur, John Toshack, décide de démissionner de son poste le 9 septembre, laissant une équipe mal engagée dans ses éliminatoires. L'intérim est assurée par l'entraîneur adjoint, Brian Flynn, qui est aussi le sélectionneur des espoirs. Sous sa direction, l'équipe joue deux matchs des éliminatoires de l'Euro 2012, l'un contre le Monténégro le 3 septembre, l'autre contre la Bulgarie le 8 octobre. Ces deux matchs se terminent sur le même score de 0-1, signant autant de défaites pour l'équipe et la condamnant dans son groupe.
Pourtant, malgré les mauvais résultats, Brian Flynn, toujours intérimaire, postule pour être nommé sélectionneur à titre permanent. « Ce sera décidé dans l'avenir, dit-il. J'aimerais évidemment en faire partie. J'y ai goûté et c'est une chose que je veux continuer. »
Mais d'autres entraîneurs sont aussi intéressés par le poste, comme Chris Coleman, ancien entraîneur de Coventry City, ainsi que Gary Speed, entraîneur de Sheffield United, malgré ses dénégations. Soutenu par Mark Hughes ou encore Robbie Savage, Speed est officiellement nommé nouveau sélectionneur du pays de Galles le 14 décembre 2010.
L'ambition de Speed est alors de rendre à la sélection le caractère qui l'habitait alors qu'il évoluait dans cette équipe entre 1990 et 2004. « Il n'y a rien de mieux que de jouer dans une équipe galloise confiante, déclare-t-il alors, une équipe qui gagne des matchs et bat ses adversaires, comme l'Italie, comme l'Allemagne, comme le Brésil. »

#### 2011: le retour au haut niveau
La sélection galloise de Speed commence l'année 2011 par la rencontre inaugurale d'une nouvelle épreuve dénommée la Nations Cup et réunissant les nations des îles britanniques à l'exception de l'Angleterre. Le pays de Galles se déplace en Irlande et concède une lourde défaite (0-3).

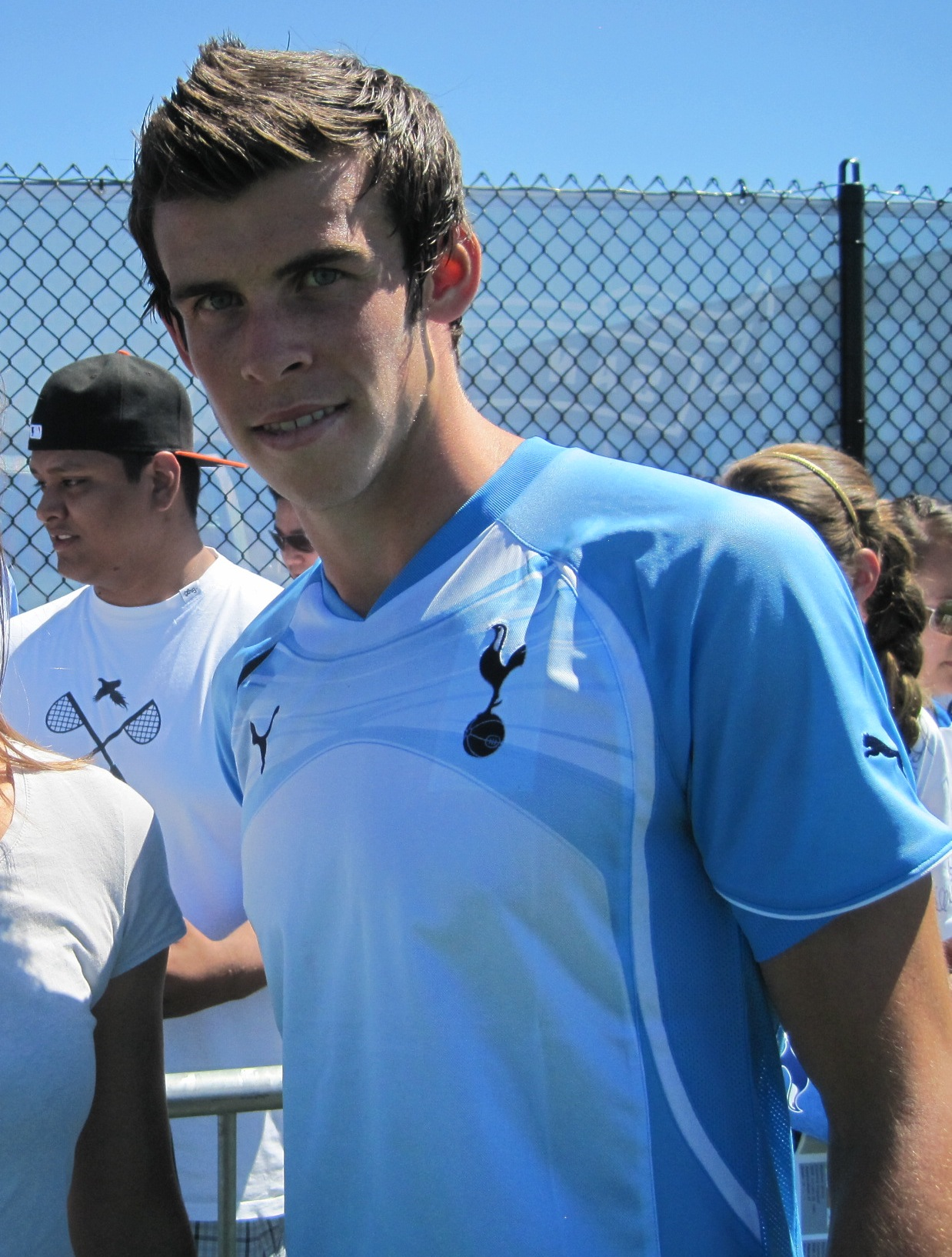
Gareth Bale : « Il est temps de commencer à produire des résultats et de bonnes performances » (26 mars 2011).

C'est dans un autre contexte que la sélection se déplace le 26 mars pour affronter l'Angleterre dans le cadre des éliminatoires de l'Euro 2012. Déjà quasi éliminée avec 0 point en 3 rencontres, la sélection galloise se présente avec la volonté d'obtenir un résultat positif. L'arrivée récente de Gary Speed comme sélectionneur motive les joueurs. À quelques jours du match, Gareth Bale déclare : « Les gens ont dit que nous sommes une équipe jeune, mais je pense qu'il est temps de commencer à produire des résultats et de bonnes performances. Il n'y a pas de match plus important pour un Gallois que lorsqu'il affronte l'Angleterre. Nous espérons obtenir un bon résultat. » Mais un début de match timoré de la part des Gallois leur coûte 2 buts en 7 minutes et, malgré une fin de partie plus sérieuse, ils ne parviennent pas à refaire leur retard et subissent ainsi une quatrième défaite consécutive dans la compétition (2-0). Bale, lui, n'a pas pris part à la rencontre, étant blessé peu avant le coup d'envoi.

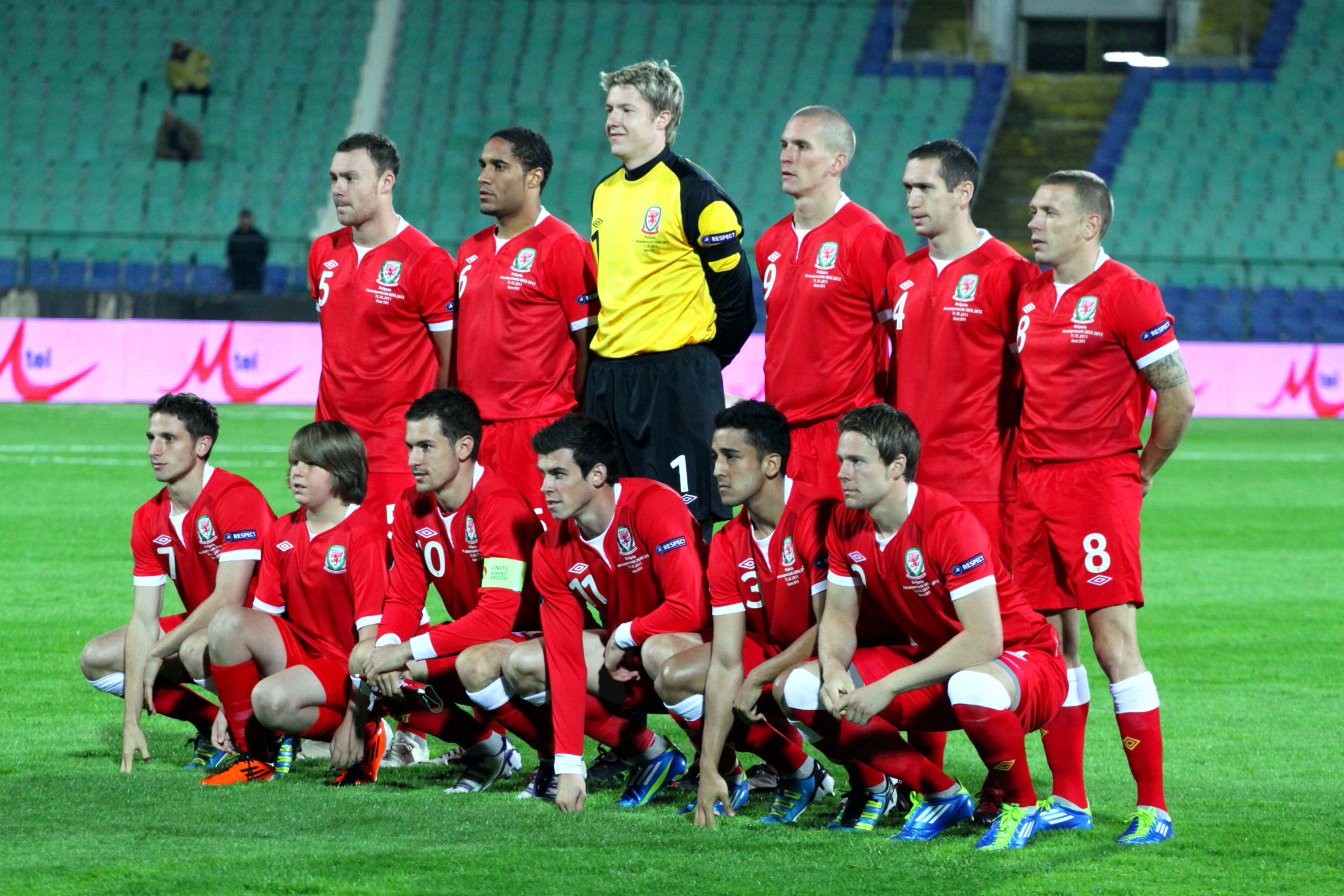
La sélection avant son match contre la Bulgarie (11 octobre 2011).

Le 6 avril 2011, Gary Speed annonce la prochaine construction d'un centre de formation ultra-moderne à Newport qui formera les jeunes et notamment la future équipe espoir.
Au milieu de l'été, alors que le pays de Galles s'apprête à affronter l'Australie en match amical, Gary Speed déclare que ce match marque le coup d'envoi de la campagne de qualification pour la Coupe du monde 2014, dans la mesure où la sélection n'a plus aucune chance de se qualifier pour le championnat d'Europe 2012. « L'objectif, dit le sélectionneur, est d'utiliser chaque match [avant le début des qualifications de 2014] et, avec la volonté farouche de les remporter, s'assurer que nous sommes en bonne voie dans ces éliminatoires. » Pourtant, ce match contre l'Australie tourne à l'échec et le pays de Galles est battu 1-2, malgré un but tardif de Darcy Blake (82e).
C'est animée de bonnes intentions offensives que la sélection affronte le Monténégro dans le cadre des éliminatoires du championnat d'Europe. Cette fois, le pays de Galles réussit sa meilleure prestation de l'année face à une équipe 2e de son groupe et l'emporte 2-1, après avoir mené 2-0. Quelques jours plus tard, malgré une défaite logique contre l'Angleterre dans la même compétition, la sélection malmène ses adversaires et perd par le plus petit des scores (0-1) et avoir frôlé l'égalisation en fin de rencontre, ce qui amène Gary Speed à exprimer sa satisfaction sur le niveau de jeu des siens.
|}
Les nets progrès entrevus lors d'Angleterre-Galles se conforment lors des deux matchs suivants, les derniers de l'année 2011. Éliminés dans leur groupe qualificatif pour le championnat d'Europe 2012, les Gallois affrontent sans pression la Suisse le 7 octobre et remportent facilement leur match 2-0, avec des buts de leurs deux éléments moteurs : Aaron Ramsey et Gareth Bale. Quelques jours plus tard, le 11 octobre, malgré un déplacement difficile en Bulgarie, le pays de Galles s'impose encore, cette fois-ci sur le score d'un but à zéro, le buteur étant à nouveau Gareth Bale. Le pays de Galles termine donc quatrième de son groupe, à trois points du deuxième, le Monténégro. Dès lors, l'équipe fait un bond au classement FIFA et passe, entre août et octobre, de la 117e à la 45e place mondiale. Deux jours après la victoire en Bulgarie, Gareth Bale déclare viser la qualification de son équipe en coupe du monde de football de 2014 dont les éliminatoires débutent en septembre 2012.
Sportivement pour la sélection, l'année 2011 se termine le 12 novembre à l'occasion d'un match amical contre la Norvège. Au Cardiff City Stadium, la formation de Gary Speed écrase son adversaire 4-1 grâce à Gareth Bale dont les prestations sous le maillot gallois sont du plus haut niveau dans la dernière partie de l'année, à Craig Bellamy et à Sam Vokes, remplaçant lors de la rencontre, mais auteur de deux buts en deux minutes (88e et 89e).

#### Mort du sélectionneur Speed et nomination de Coleman

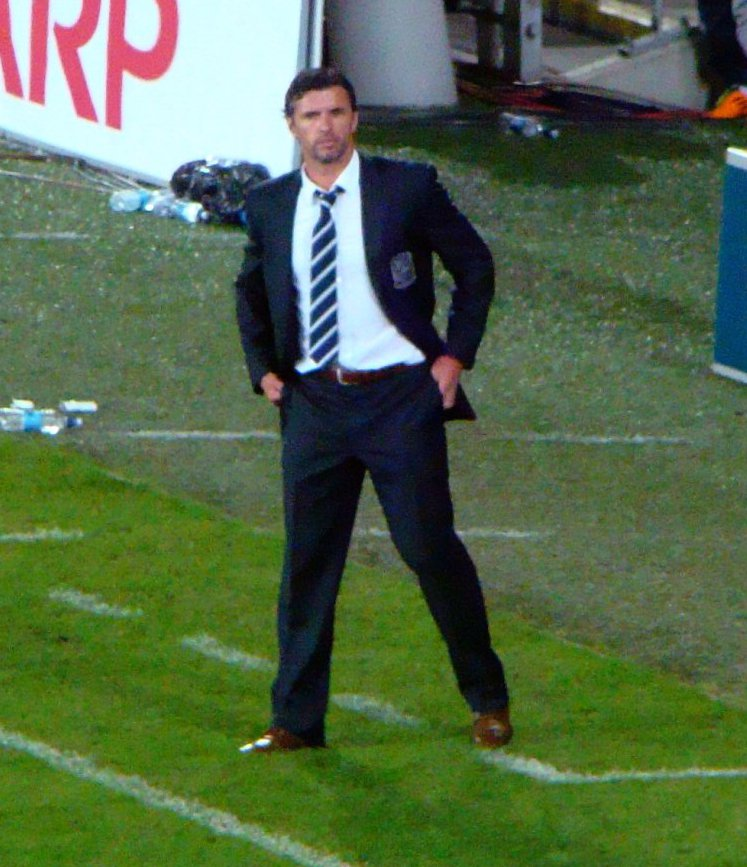
Gary Speed, sélectionneur de l'équipe de décembre 2010 à novembre 2011.

Le 27 novembre 2011, le pays de Galles et le monde apprennent avec stupeur la mort de Gary Speed, probablement à la suite d'un suicide, même si une enquête ultérieure révèlera fin janvier 2012 qu'elle eut pu être accidentelle. De nombreux membres de l'équipe se déclarent anéantis, au premier rang desquels se trouve Craig Bellamy, ancien coéquipier et vétéran de la sélection, qui déclare forfait lors de la rencontre Liverpool-Manchester City jouée quelques heures après l'annonce de la disparition du sélectionneur,. Quelques semaines plus tard, l'assistant de Gary Speed, Raymond Verheijen, demande que le poste de sélectionneur lui soit confié à lui ainsi qu'à Osian Roberts, deuxième assistant, ce qui lui vaut d'essuyer de nombreuses critiques dont celles de l'ancien international gallois Iwan Roberts qui se dit choqué des propos de Verheijen. Pour apaiser la situation, la FAW (Fédération galloise de football) reporte toute décision quant au choix d'un nouveau sélectionneur à une date ultérieure. Cette situation fait l'objet des critiques du capitaine de la sélection Aaron Ramsey qui reproche à la FAW de ne consulter aucun joueur de la sélection sur la question. Lui comme d'autres joueurs, Gareth Bale par exemple, apportent leur soutien aux entraîneurs adjoints Raymond Verheijen et Osian Roberts, souhaitant les voir maintenus à leur poste. Dans le même temps, l'ex-international Chris Coleman se porte candidat à la succession de Speed, tandis qu'Iwan Roberts se montre très sceptique vis-à-vis de cette candidature.
C'est pourtant bien Coleman qui est nommé à ce poste, le 19 janvier 2012. Âgé de 41 ans, il déclare après sa nomination : « C'est le plus grand moment de fierté de ma carrière d'avoir l'opportunité de diriger [la sélection de] mon pays […]. C'est un tâche difficile en soi mais elle est encore plus difficile pour moi en raison des relations que j'avais avec Gary [Speed]. Je suis excité bien sûr, mais ce sentiment est amoindri par les circonstances. »
Au début de l'année 2012, quelques jours avant la nomination de Coleman, la fédération galloise annonce l'organisation d'un match amical en hommage à Gary Speed le 29 février 2012 à Cardiff contre le Costa Rica, l'équipe contre laquelle Speed avait joué pour son premier match sous le maillot rouge. Après son arrivée à la tête de l'équipe, Chris Coleman annonce l'organisation d'un match amical joué au MetLife Stadium d'East Rutherford (États-Unis), contre la sélection mexicaine.

#### 2012: fin de campagne

##### Nomination d'un nouvel adjoint
Non qualifiés pour le Championnat d'Europe de football 2012, les Gallois terminent leur campagne 2010-2012 par deux matchs amicaux : le 29 février contre le Costa Rica et le 27 mai contre le Mexique.
Quelques jours avant le premier de ces deux matchs, l'entraîneur adjoint Raymond Verheijen, qui était l'assistant de Gary Speed, démissionne de son poste en justifiant sa décision par ces mots postés sur Twitter : « J'en ai assez de ces jeux de politique et de démolition. Très triste journée. » La raison de ce départ semble due au fait que sa position demeure incertaine durant les mois qui séparent la mort de Speed et le match amical contre le Costa Rica. Si Coleman le rencontre à Londres alors qu'il prépare son staff, il n'est pas en mesure de lui assurer une position claire au-delà de ce match. Amer au sujet de l'attitude de la Fédération, Verheijen déplore ainsi le manque de respect dont il est l'objet et quitte la sélection, douze mois après son arrivée. Sa décision de partir cinq jours avant le match organisé en mémoire du défunt sélectionneur est critiquée notamment par l'ancien international Ian Walsh qui parle d'un timing « ridicule ».
Seul Osian Roberts demeure dans l'effectif dans un rôle d'assistant et, le même jour, Kit Symons, autre ancien international, est nommé au poste d'entraîneur adjoint en remplacement de Verheijen.

##### Derniers matchs amicaux
Un match amical émouvant est joué le 29 février 2012 au Cardiff City Stadium contre le Costa Rica à la mémoire de Gary Speed. Ce match, qui se termine par une victoire du Costa Rica (0-1), grâce à un but de Joel Campbell à la 7e minute, est marqué par l'hommage rendu à l'ex-sélectionneur dont le prénom aux couleurs du pays de Galles (blanc, vert et rouge) apparaît lors des hymnes nationaux, tandis que les deux fils de Speed, se tiennent aux côtés des joueurs gallois. Le fils aîné, Ed, prononce même quelques mots, rappelant que son père demandait à ses joueurs de toujours faire de leur mieux. En dépit de l'absence de Gareth Bale et Aaron Ramsey sur la feuille de match, Chris Coleman maintient pour l'occasion le 4-2-3-1 utilisé généralement par Gary Speed.

## L'équipe

### Effectif de l'équipe
Mise à jour le 27 mai 2012
| Sélectionneur      | Sélectionneur             | Chris Coleman     | Chris Coleman     | Chris Coleman |
| Nom                | Date de naissance         | Sélections (buts) | Club              |               |
| Gardiens           |                           |                   |                   |               |
| Jason Brown        | 18 mai 1982 (30 ans)      | 03 0(0)           | Aberdeen          |               |
| Lewis Price        | 19 juillet 1984 (27 ans)  | 09 0(0)           | Crystal Palace    |               |
| Rhys Taylor        | 7 avril 1990 (22 ans)     | 00 0(0)           | Chelsea           |               |
| Owain Fôn Williams | 17 mars 1987 (25 ans)     | 00 0(0)           | Tranmere Rovers   |               |
| Défenseurs         |                           |                   |                   |               |
| Chris Gunter       | 21 juillet 1989 (22 ans)  | 37 0(0)           | Nottingham Forest |               |
| Adam Henley        | 14 juin 1994 (18 ans)     | 00 0(0)           | Blackburn Rovers  |               |
| Joel Lynch         | 3 octobre 1987 (24 ans)   | 00 0(0)           | Nottingham Forest |               |
| Adam Matthews      | 13 janvier 1992 (20 ans)  | 07 0(0)           | Celtic            |               |
| Sam Ricketts       | 11 octobre 1981 (30 ans)  | 44 0(0)           | Bolton Wanderers  |               |
| Neil Taylor        | 7 février 1989 (23 ans)   | 09 0(0)           | Swansea City      |               |
| Ashley Williams    | 23 août 1984 (27 ans)     | 33 0(1)           | Swansea City      |               |
| Milieux de terrain |                           |                   |                   |               |
| Joe Allen          | 14 mars 1990 (22 ans)     | 08 0(0)           | Swansea City      |               |
| Andrew Crofts      | 29 mai 1984 (28 ans)      | 23 0(0)           | Norwich City      |               |
| David Edwards      | 2 février 1986 (26 ans)   | 24 0(3)           | Wolverhampton     |               |
| Andy King          | 29 octobre 1988 (23 ans)  | 12 0(1)           | Leicester City    |               |
| Aaron Ramsey       | 26 décembre 1990 (21 ans) | 21 0(5)           | Arsenal           |               |
| Ashley Richards    | 12 avril 1991 (21 ans)    | 01 0(0)           | Swansea City      |               |
| Attaquants         |                           |                   |                   |               |
| Craig Bellamy      | 13 janvier 1979 (33 ans)  | 69 (19)           | Liverpool         |               |
| Simon Church       | 12 décembre 1988 (23 ans) | 15 0(1)           | Reading           |               |
| Jermaine Easter    | 15 janvier 1982 (30 ans)  | 10 0(0)           | Crystal Palace    |               |
| Steve Morison      | 29 août 1983 (28 ans)     | 15 0(1)           | Norwich City      |               |
| Hal Robson-Kanu    | 21 mai 1989 (23 ans)      | 07 0(0)           | Reading           |               |
| Sam Vokes          | 21 octobre 1989 (22 ans)  | 21 0(4)           | Wolverhampton     |               |

### Joueurs précédemment appelés
Le tableau ci-dessous présente une liste de joueurs non appelés pour le dernier match de la sélection galloise mais ayant été appelé pour au moins une autre rencontre lors de la campagne 2010-2012.
| Nom                | Date de naissance         | Sélections (buts) | Club                    | Dernière fois appelé |
| ------------------ | ------------------------- | ----------------- | ----------------------- | -------------------- |
| Gardiens           |                           |                   |                         |                      |
| Wayne Hennessey    | 24 janvier 1987 (25 ans)  | 38 0(0)           | Wolverhampton Wanderers | 29 février 2012      |
| Boaz Myhill        | 9 novembre 1982 (29 ans)  | 10 0(0)           | Birmingham City         | 29 février 2012      |
| Défenseurs         |                           |                   |                         |                      |
| Darcy Blake        | 13 décembre 1988 (23 ans) | 09 0(1)           | Cardiff City            | 29 février 2012      |
| Danny Collins      | 6 août 1980 (31 ans)      | 12 0(0)           | Stoke City              | 13 novembre 2011     |
| James Collins      | 23 août 1983 (28 ans)     | 39 0(2)           | Aston Villa             | 29 février 2012      |
| Neal Eardley       | 6 novembre 1988 (23 ans)  | 16 0(0)           | Blackpool               | 29 février 2012      |
| Daniel Gabbidon    | 8 août 1979 (32 ans)      | 46 0(0)           | Queens Park Rangers     | 29 février 2012      |
| Craig Morgan       | 16 juin 1985 (27 ans)     | 23 0(0)           | Preston North End       | 28 mai 2011          |
| Lewin Nyatanga     | 18 août 1988 (23 ans)     | 34 0(0)           | Bristol City            | 13 novembre 2011     |
| Milieux de terrain |                           |                   |                         |                      |
| Gareth Bale        | 16 juillet 1989 (22 ans)  | 33 0(6)           | Tottenham Hotspur       | 29 février 2012      |
| Jack Collison      | 2 octobre 1988 (23 ans)   | 11 0(0)           | West Ham United         | 29 février 2012      |
| David Cotterill    | 4 décembre 1987 (24 ans)  | 19 0(1)           | Swansea City            | 28 mai 2011          |
| Andy Dorman        | 1er mai 1982 (30 ans)     | 03 0(0)           | Crystal Palace          | 28 mai 2011          |
| Joe Ledley         | 23 janvier 1987 (25 ans)  | 41 0(3)           | Celtic                  | 29 février 2012      |
| Owain Tudur Jones  | 15 octobre 1984 (27 ans)  | 06 0(0)           | Inverness               | 28 mai 2011          |
| David Vaughan      | 18 février 1983 (29 ans)  | 29 0(1)           | Sunderland              | 29 février 2012      |
| Attaquants         |                           |                   |                         |                      |
| Robert Earnshaw    | 6 avril 1981 (31 ans)     | 58 (16)           | Cardiff City            | 29 février 2012      |
| Freddy Eastwood    | 29 octobre 1983 (28 ans)  | 11 0(4)           | Coventry City           | 28 mai 2011          |
| Ched Evans         | 28 décembre 1988 (23 ans) | 13 0(2)           | Sheffield United        | 10 août 2011         |

### Statistiques individuelles
| Joueurs                                 |  |    |    |    |    |    |    |    |    |    |    |    |    |    |  |
| Gardiens de but                         |  |    |    |    |    |    |    |    |    |    |    |    |    |    |  |
| Wayne Hennessey (Wolverhampton)         |  | 90 | 90 | 90 | 90 |    | 73 | 90 | 90 | 90 | 90 | 90 | 90 |    |  |
| Boaz Myhill (West Bromwich Albion)      |  |    |    |    |    | 90 |    |    |    |    |    |    |    |    |  |
| Lewis Price (Crystal Palace)            |  |    |    |    |    |    | 17 |    |    |    |    |    |    | 90 |  |
| Défenseurs                              |  |    |    |    |    |    |    |    |    |    |    |    |    |    |  |
| Darcy Blake (Cardiff City)              |  |    |    |    |    | 90 |    | 45 | 90 | 90 | 90 | 41 | 90 | 90 |  |
| Danny Collins (Stoke)                   |  |    | 90 | 90 | 90 |    | 90 |    |    |    |    |    |    |    |  |
| James Collins (Aston Villa)             |  | 74 | 90 | 90 | 90 |    |    |    |    |    |    |    |    |    |  |
| Neal Eardley (Blackpool)                |  |    |    | 45 |    | 60 |    |    |    |    |    |    |    |    |  |
| Daniel Gabbidon (West Ham United)       |  |    |    |    |    |    | 90 | 45 |    |    |    |    |    | 21 |  |
| Chris Gunter (Nottingham Forest)        |  | 90 | 90 | 45 | 90 | 45 | 71 | 61 | 90 | 90 | 90 | 90 | 90 | 90 |  |
| Adam Matthews (Cardiff City)            |  |    |    |    |    | 30 | 19 | 29 |    |    |    | 49 | 90 | 74 |  |
| Craig Morgan (Preston North End)        |  | 16 |    |    |    | 90 |    |    |    |    |    |    |    |    |  |
| Lewin Nyatanga (Peterborough)           |  |    |    | 8  |    |    |    |    |    |    |    |    |    |    |  |
| Sam Ricketts (Bolton)                   |  | 90 | 90 | 82 |    |    |    |    |    |    |    |    |    | 16 |  |
| Neil Taylor (Swansea City)              |  |    |    |    |    | 45 | 90 | 90 | 90 | 90 | 90 | 90 |    |    |  |
| Ashley Williams (Swansea City)          |  | 90 | 90 |    | 90 |    |    | 90 | 90 | 90 | 90 | 90 | 90 | 69 |  |
| Milieux                                 |  |    |    |    |    |    |    |    |    |    |    |    |    |    |  |
| Joe Allen (Swansea City)                |  |    |    |    |    |    |    | 21 |    |    | 90 | 90 | 75 | 62 |  |
| Gareth Bale (Tottenham Hotspur)         |  | 90 | 90 |    |    |    |    | 90 | 90 | 90 | 90 | 90 | 90 |    |  |
| Jack Collison (West Ham United)         |  |    |    |    |    |    | 61 | 44 |    | 84 |    |    |    | 28 |  |
| David Cotterill (Swansea City)          |  |    |    |    |    | 31 | 90 |    |    |    |    |    |    |    |  |
| Andrew Crofts (Norwich)                 |  |    |    | 90 | 90 |    |    |    | 27 | 90 | 81 | 90 | 90 | 90 |  |
| Andy Dorman (Crystal Palace)            |  |    |    |    |    | 59 | 2  |    |    |    |    |    |    |    |  |
| David Edwards (Wolverhampton Wanderers) |  | 67 | 67 |    |    |    |    |    |    |    |    |    | 1  |    |  |
| Andy King (Leicester)                   |  |    | 32 | 90 | 64 | 60 |    |    |    | 6  |    |    | 1  |    |  |
| Joe Ledley (Celtic)                     |  | 90 | 58 | 30 | 90 |    |    | 90 | 90 | 90 |    |    |    | 21 |  |
| Aaron Ramsey (Arsenal)                  |  |    |    |    | 90 | 30 | 88 | 46 | 63 | 90 | 90 | 90 | 89 |    |  |
| Owain Tudur Jones (Norwich City)        |  |    |    |    |    | 71 | 29 |    |    |    |    |    |    |    |  |
| David Vaughan (Sunderland)              |  | 90 | 90 | 60 | 26 | 19 | 90 | 69 | 90 |    | 9  |    |    | 69 |  |
| Attaquants                              |  |    |    |    |    |    |    |    |    |    |    |    |    |    |  |
| Craig Bellamy (Cardiff City)            |  | 90 |    |    | 90 |    | 61 | 90 | 90 |    | 90 | 90 | 89 | 74 |  |
| Simon Church (Reading)                  |  | 13 | 23 | 90 |    |    |    |    |    |    | 9  | 20 |    |    |  |
| Robert Earnshaw (Nottingham Forest)     |  | 23 |    | 79 |    | 90 | 29 | 61 | 1  | 23 |    |    |    | 16 |  |
| Jermaine Easter (Crystal Palace)        |  |    |    | 11 |    | 90 |    |    |    |    |    |    |    |    |  |
| Freddy Eastwood (Coventry)              |  |    |    | 23 |    |    |    |    |    |    |    |    |    |    |  |
| Ched Evans (Sheffield United)           |  |    |    |    | 26 |    |    |    |    |    |    |    |    |    |  |
| Steve Morison (Millwall)                |  | 77 | 81 |    | 64 | 19 | 79 | 29 | 82 | 67 | 81 | 70 | 69 | 67 |  |
| Hal Robson-Kanu (Reading)               |  |    | 9  | 68 |    |    |    |    | 8  |    |    |    | 15 |    |  |
| Sam Vokes (Wolverhampton Wanderers)     |  |    |    |    |    | 71 | 11 |    |    |    |    |    | 21 | 23 |  |

## Statistiques

### Matchs de la campagne 2010-2012
Le tableau ci-dessous liste les matchs joués par la sélection galloise durant sa campagne 2010-2012. Débutant par une victoire en amical contre le Luxembourg en août 2010, la campagne se termine par un autre match amical, cette fois contre le Costa Rica, en février 2012.
| Date             | Stade, ville, pays                            | Adversaire           | Score | Comp.       | Buteurs gallois                                                           |
| 11 août 2010     | Parc y Scarlets Llanelli (pays de Galles)     | Luxembourg           | 5-1   | Amical      | Cotterill 35e · Ledley 48e (pen.) · King 55e · Williams 78e · Bellamy 82e |
| 3 septembre 2010 | Podgorica City Stadium Podgorica (Monténégro) | Monténégro           | 1-0   | QCE         |                                                                           |
| 8 octobre 2010   | Cardiff City Stadium Cardiff (pays de Galles) | Bulgarie             | 0-1   | QCE         |                                                                           |
| 8 février 2011   | Aviva Stadium Dublin (Irlande)                | République d'Irlande | 0-3   | Nations Cup |                                                                           |
| 26 mars 2011     | Millennium Stadium Cardiff (pays de Galles)   | Angleterre           | 0-2   | QCE         |                                                                           |
| 25 mai 2011      | Aviva Stadium Dublin (Irlande)                | Écosse               | 1-3   | Nations Cup | Earnshaw 36e                                                              |
| 27 mai 2011      | Millennium Stadium Cardiff (pays de Galles)   | Irlande du Nord      | 2-0   | Nations Cup | Ramsey 35e · Earnshaw 68e                                                 |
| 10 août 2011     | Millennium Stadium Cardiff (pays de Galles)   | Australie            | 1-2   | Amical      | Blake 82e                                                                 |
| 2 septembre 2011 | Millennium Stadium Cardiff (pays de Galles)   | Monténégro           | 2-1   | QCE         | Morison 29e · Ramsey 50e                                                  |
| 6 septembre 2011 | Wembley Stadium Londres (Angleterre)          | Angleterre           | 1-0   | QCE         |                                                                           |
| 7 octobre 2011   | Liberty Stadium Swansea (pays de Galles)      | Suisse               | 2-0   | QCE         | Ramsey 60e (pen.) · Bale 71e                                              |
| 11 octobre 2011  | Stade national Vassil Levski Sofia (Bulgarie) | Bulgarie             | 0-1   | QCE         | Bale 45e                                                                  |
| 12 novembre 2011 | Millennium Stadium Cardiff (pays de Galles)   | Norvège              | 4-1   | Amical      | Bale 11e · Bellamy 16e · Vokes 88e 89e                                    |
| 29 février 2012  | Cardiff City Stadium Cardiff (pays de Galles) | Costa Rica           | 0-1   | Amical      |                                                                           |
| 27 mai 2012      | MetLife Stadium East Rutherford (États-Unis)  | Mexique              | 2-0   | Amical      |                                                                           |

### Résultats détaillés
| Amical       | Pays de Galles                                                            | 5-1   | Luxembourg  | Parc y Scarlets Llanelli (pays de Galles) |                                |
| 11 août 2010 | Cotterill 35e · Ledley 48e (pen.) · King 55e · Williams 78e · Bellamy 82e | (1-1) | 44e Kitenge | Arbitrage : Mattias Gestranius            | Arbitrage : Mattias Gestranius |

| Éliminatoires Euro 2012 | Monténégro  | 1-0   | Pays de Galles | Podgorica City Stadium Podgorica (Monténégro) |                               |
| 3 septembre 2010        | Vučinić 30e | (1-0) |                | Arbitrage : Anastassios Kakos                 | Arbitrage : Anastassios Kakos |
| 3 septembre 2010        | (Rapport)   |       |                | Arbitrage : Anastassios Kakos                 | Arbitrage : Anastassios Kakos |

| Éliminatoires Euro 2012 | Pays de Galles | 0-1   | Bulgarie  | Cardiff City Stadium Cardiff (pays de Galles)   |                                                 |
| 8 octobre 2010          |                | (0-0) | 48e Popov | Spectateurs : 18 800 Arbitrage : Jonas Eriksson | Spectateurs : 18 800 Arbitrage : Jonas Eriksson |
| 8 octobre 2010          | (Rapport)      |       |           | Spectateurs : 18 800 Arbitrage : Jonas Eriksson | Spectateurs : 18 800 Arbitrage : Jonas Eriksson |

| Nations Cup    | République d'Irlande              | 3-0   | Pays de Galles | Aviva Stadium Dublin (Irlande)                 |                                                |
| 8 février 2011 | Gibson 60e · Duff 66e · Fahey 82e | (0-0) |                | Spectateurs : 19 783 Arbitrage : Mark Courtney | Spectateurs : 19 783 Arbitrage : Mark Courtney |
| 8 février 2011 | (Rapport)                         |       |                | Spectateurs : 19 783 Arbitrage : Mark Courtney | Spectateurs : 19 783 Arbitrage : Mark Courtney |

| Éliminatoires Euro 2012 | Pays de Galles | 0-2   | Angleterre                   | Millennium Stadium Cardiff (pays de Galles)           |                                                       |
| 26 mars 2011            |                | (0-2) | 7e (pen.) Lampard · 14e Bent | Spectateurs : 68 959 Arbitrage : Olegário Benquerença | Spectateurs : 68 959 Arbitrage : Olegário Benquerença |
| 26 mars 2011            | (Rapport)      |       |                              | Spectateurs : 68 959 Arbitrage : Olegário Benquerença | Spectateurs : 68 959 Arbitrage : Olegário Benquerença |

| Nations Cup | Pays de Galles | 1-3   | Écosse                                | Aviva Stadium Dublin (Irlande)                  |                                                 |
| 25 mai 2011 | Earnshaw 36e   | (1-0) | 55e Morrison · 63e Miller · 70e Berra | Spectateurs : 6 036 Arbitrage : Raymond Crangle | Spectateurs : 6 036 Arbitrage : Raymond Crangle |
| 25 mai 2011 | (Rapport)      |       |                                       | Spectateurs : 6 036 Arbitrage : Raymond Crangle | Spectateurs : 6 036 Arbitrage : Raymond Crangle |

| Nations Cup | Pays de Galles            | 2-0   | Irlande du Nord | Aviva Stadium Dublin (Irlande) |                        |
| 27 mai 2011 | Ramsey 35e · Earnshaw 68e | (1-0) |                 | Arbitrage : Alan Kelly         | Arbitrage : Alan Kelly |
| 27 mai 2011 | (Rapport)                 |       |                 | Arbitrage : Alan Kelly         | Arbitrage : Alan Kelly |

| Amical       | Pays de Galles | 1-2   | Australie                         | Millennium Stadium Cardiff (pays de Galles) |  |
| 10 août 2011 | Blake 82e      | (0-1) | 44e Tim Cahill · 60e Robbie Kruse |                                             |  |
| 10 août 2011 | (Rapport)      |       |                                   |                                             |  |

| Éliminatoires Euro 2012 | Pays de Galles           | 2-1   | Monténégro  | Millennium Stadium Cardiff (pays de Galles) |                        |
| 2 septembre 2011        | Morison 29e · Ramsey 50e | (1-0) | 71e Jovetić | Arbitrage : Luca Banti                      | Arbitrage : Luca Banti |
| 2 septembre 2011        | (Rapport)                |       |             | Arbitrage : Luca Banti                      | Arbitrage : Luca Banti |

| Éliminatoires Euro 2012 | Angleterre | 1-0   | Pays de Galles | Wembley Stadium Londres (Angleterre) |                                  |
| 6 septembre 2011        | Young 35e  | (1-0) |                | Arbitrage : Robert Schörgenhofer     | Arbitrage : Robert Schörgenhofer |
| 6 septembre 2011        | (Rapport)  |       |                | Arbitrage : Robert Schörgenhofer     | Arbitrage : Robert Schörgenhofer |

| Éliminatoires Euro 2012 | Pays de Galles               | 2-0   | Suisse | Liberty Stadium Swansea (pays de Galles) |                           |
| 7 octobre 2011          | Ramsey 60e (pen.) · Bale 71e | (0-0) |        | Arbitrage : Björn Kuipers                | Arbitrage : Björn Kuipers |
| 7 octobre 2011          | (Rapport)                    |       |        | Arbitrage : Björn Kuipers                | Arbitrage : Björn Kuipers |

| Éliminatoires Euro 2012 | Bulgarie  | 0-1   | Pays de Galles | Stade national Vassil Levski Sofia (Bulgarie) |                       |
| 11 octobre 2011         |           | (0-1) | 45e Bale       | Arbitrage : Paweł Gil                         | Arbitrage : Paweł Gil |
| 11 octobre 2011         | (Rapport) |       |                | Arbitrage : Paweł Gil                         | Arbitrage : Paweł Gil |

| Amical           | Pays de Galles                         | 4-1   | Norvège       | Cardiff City Stadium Cardiff (pays de Galles) |                               |
| 12 novembre 2011 | Bale 11e · Bellamy 16e · Vokes 88e 89e | (2-0) | 61e Huseklepp | Arbitrage : Gerhard Grobelnik                 | Arbitrage : Gerhard Grobelnik |
| 12 novembre 2011 | (Rapport)                              |       |               | Arbitrage : Gerhard Grobelnik                 | Arbitrage : Gerhard Grobelnik |

| Amical                  | Pays de Galles | 0-1   | Costa Rica       | Cardiff City Stadium Cardiff (pays de Galles) |                                              |
| 29 février 2012 19 h 45 |                | (0-1) | 7e Joel Campbell | Spectateurs : 23 193 Arbitrage : Howard Webb  | Spectateurs : 23 193 Arbitrage : Howard Webb |
| 29 février 2012 19 h 45 | (Rapport)      |       |                  | Spectateurs : 23 193 Arbitrage : Howard Webb  | Spectateurs : 23 193 Arbitrage : Howard Webb |

| Amical           | Mexique | - | Pays de Galles | MetLife Stadium East Rutherford (États-Unis) |
| 27 mai 2012 20 h |         |   |                |                                              |

### Évolution du coefficient FIFA
Le tableau ci-dessous présente les coefficients mensuels de l'équipe du pays de Galles publiés par la FIFA de juillet 2010 à juin 2012. Les derniers mois de 2011 et les premiers de 2012 que l'on compare avec les mois suivants montrent la forte progression au classement mondial. Durant l'année 2011, la sélection galloise amasse 330 points FIFA, ce qui constitue le record de l'année parmi toutes les sélections nationales.
| Année | 2010    | 2010 | 2010  | 2010 | 2010 | 2010 | 2011  | 2011 | 2011 | 2011  | 2011 | 2011 | 2011    | 2011 | 2011  | 2011 | 2011 | 2011 | 2012  | 2012 | 2012 | 2012  | 2012 | 2012 |
| Mois  | juillet | août | sept. | oct. | nov. | déc. | janv. | fév. | mars | avril | mai  | juin | juillet | août | sept. | oct. | nov. | déc. | janv. | fév. | mars | avril | mai  | juin |
| Rang  | 84      | 84   | 85    | 104  | 111  | 112  | 113   | 116  | 116  | 115   | 114  | 114  | 112     | 117  | 90    | 45   | 50   | 48   | 49    | 42   | 48   | 41    | 41   |      |

### Bilan de la campagne 2010-2012
| Rang | Équipe         | Pts | J  | G | N | P | Bp | Bc | Diff |
| ---- | -------------- | --- | -- | - | - | - | -- | -- | ---- |
| #    | Pays de Galles | 18  | 14 | 6 | 0 | 8 | 18 | 17 | +1   |